# Королевский голиаф
Королевский голиаф (Goliathus regius) — вид жесткокрылых из подсемейства бронзовок внутри семейства пластинчатоусых.

## Описание
Длина тела самцов до 116 мм, что делает его наиболее крупным представителем рода. Средняя длина самцов 85—96 мм. Длина тела самок — 50—80 мм. Грудной щит без выемки. Передние голени только у самки с зубцами. Самцы на голове имеют похожий на рог Y-образный отросток. У самки выростов нет, голова в форме щита, что способствует копанию земли для откладывания яиц.

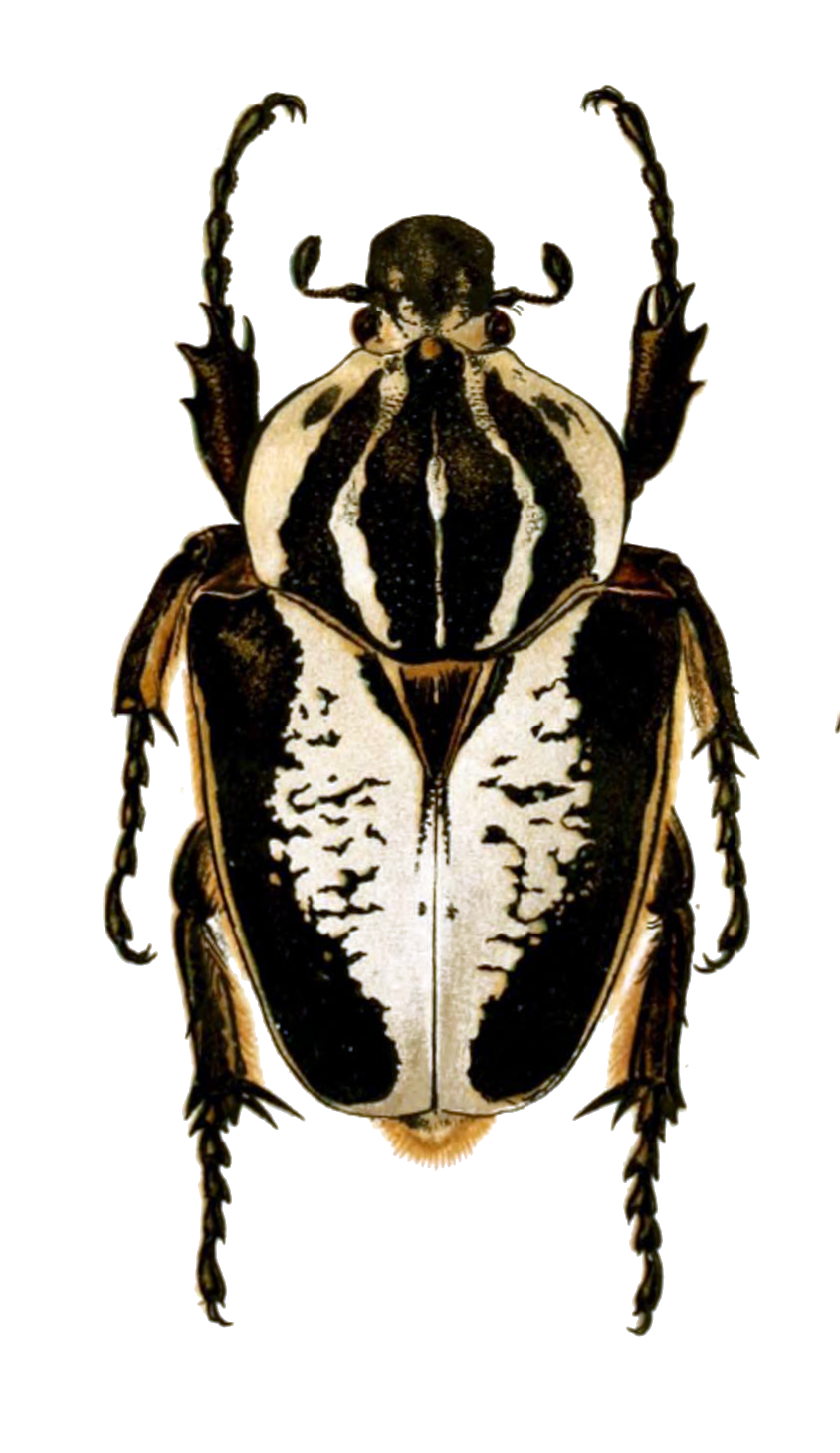
Самка
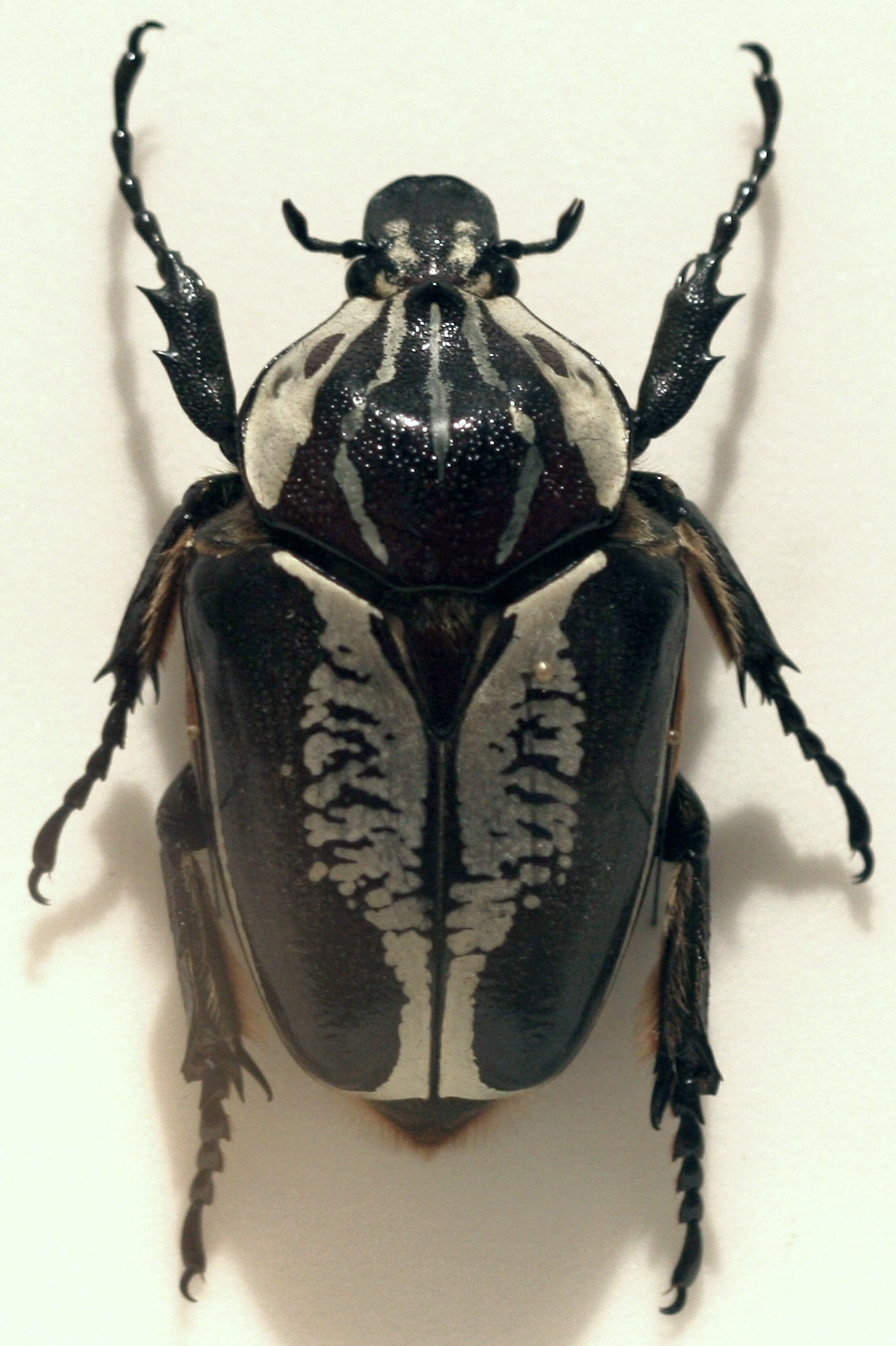
Самка
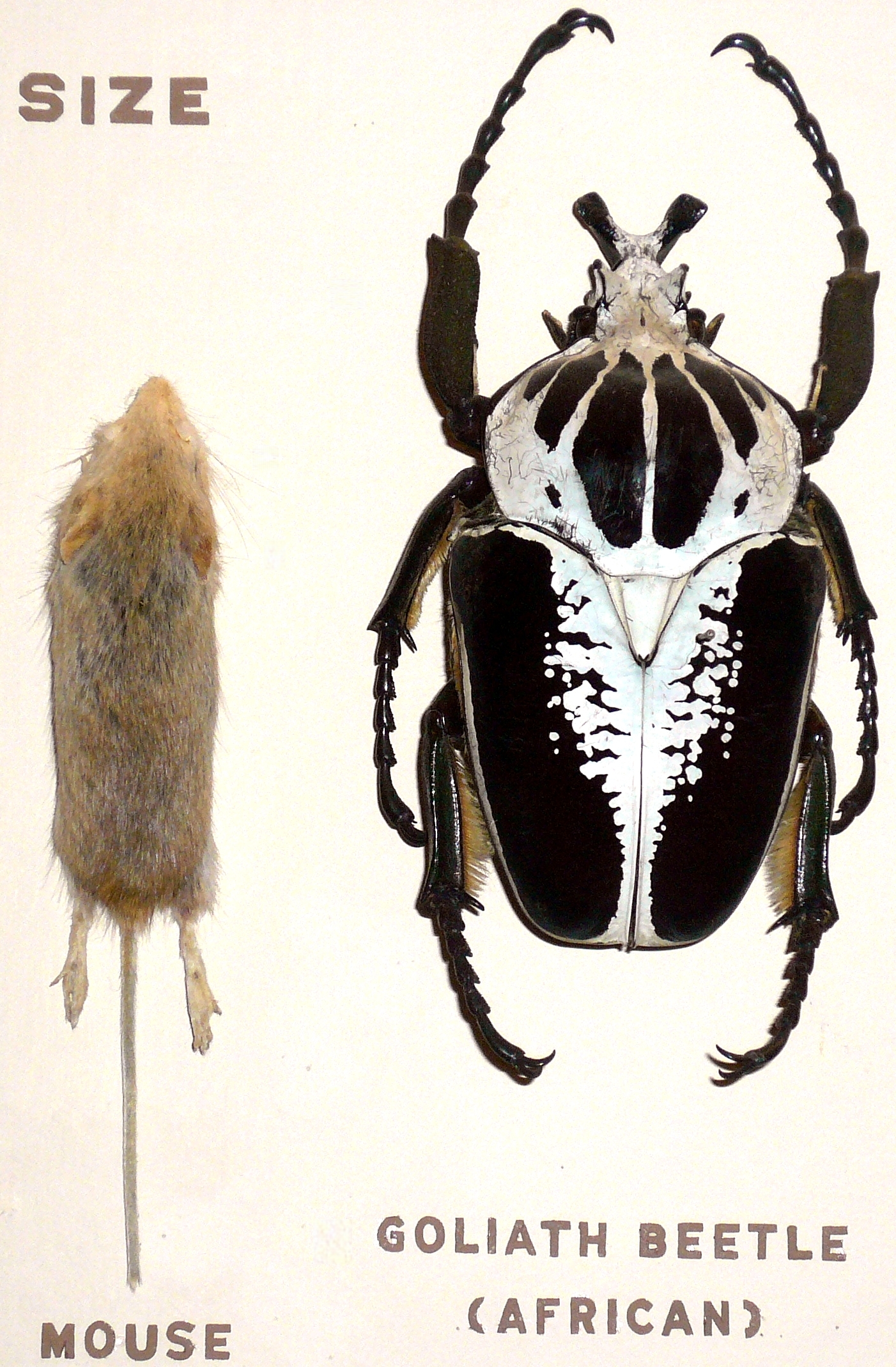
Размеры Goliathus regius в сравнении с мышью. Филдовский музей естественной истории

## Ареал
Ареал вида охватывают Экваториальную Африку.

## Биология
В дневное время жуки активно летают и большую часть времени проводят в кронах деревьев. На землю спускаются крайне редко. Питаются вытекающим соком деревьев и перезрелыми фруктами. Продолжительность жизни имаго — около 6 месяцев.